# Lance McCullers Jr.
Lance McCullers Jr. (ur. 2 października 1993) – amerykański baseballista występujący na pozycji miotacza w Houston Astros.

## Przebieg kariery
Po ukończeniu szkoły średniej, w czerwcu 2012 został wybrany w pierwszej rundzie draftu z numerem 41. przez Houston Astros. Zawodową karierę rozpoczął od występów w GCL Astros (poziom Rookie) oraz Greeneville Astros (Rookie). W sezonie 2013 grał w Quad Cities River Bandits (Class A), z którym sięgnął po mistrzostwo Midwest League. W 2014 jako zawodnik Lancaster JetHawks zdobył mistrzostwo California League.
Sezon 2015 rozpoczął od występów w Corpus Christi Hooks (Double-A). 14 maja został zawodnikiem Fresno Grizzlies (Triple-A). 18 maja został powołany do 40-osobowego składu Houston Astros i tego samego dnia zadebiutował w Major League Baseball w meczu przeciwko Oakland Athletics, notując no-decision. 3 czerwca 2015 w spotkaniu z Baltimore Orioles rozegrał swój pierwszy pełny mecz w MLB.
W 2017 po raz pierwszy w karierze otrzymał powołanie do AL All-Star Team. 21 października 2017 w meczu numer 7 American League Championship Series przeciwko New York Yankees rozegrał cztery zmiany jako reliever i zaliczył pierwszy w save w MLB. W World Series zanotował dwa występy, z jednym zwycięstwem (w meczu numer 3) i z jednym RBI (w meczu numer 7).

## Nagrody i wyróżnienia
| Nagroda/wyróżnienie      | Lata | Źródło |
| All-Star                 | 2017 | [ 1 ]  |
| Zwycięzca w World Series | 2017 | [ 1 ]  |